# Харама
Харама (ісп. Jarama) — річка в Іспанії. Бере початок в Центральній Кордільєрі і впадає в річку Тахо. Притоки — Енарес, Тахунья.

## Притоки
- Енарес
- Тахунья